# Hollós István (elmeorvos)
Hollós István, születési és 1887-ig használt nevén Hesslein Izidor (Budapest, 1872. április 16. – Budapest, 1957. február 2.) magyar elmeorvos, leghíresebb könyve a Búcsúm a Sárgaháztól.

## Életpályája
Budapesten született Hollós (Hesslein) Ignác (1841–1921) szabómester és Pfeifer Borbála (Babett) gyermekeként izraelita családban. A budapesti belvárosi főreáliskolában érettségizett, orvosi oklevelet 1897-ben szerzett a budapesti egyetemen. 1904-ben Pécsett házasságot kötött Engel Lipót fakereskedő és Stern Anna lányával, Olgával. Angyalföldön, Nagykállóban és Lipótmezőn képezte magát elmegyógyásszá, majd 1910-től a nagyszebeni elmegyógyintézetben működött főorvosi beosztásban. Katonaorvosként teljesített szolgálatot az első világháborúban, a háború után a lipótmezői elmegyógyintézetben, a „Sárga Házban” lett osztályvezető főorvos. 1927-ben, 55 éves korában nyugdíjazták zsidó származása miatt. Nyugdíjaztatásakor, 1927-ben jelentette meg Búcsúm a Sárga Háztól című kötetét, amelyet több nyugati nyelvre is lefordítottak. A kötetet Sigmund Freud is nagyra értékelte. A kötetben és Hollós István valamennyi publikációjában megnyilvánult az elmebetegek iránti humanizmusa.
Hárdi István Búcsúm a Sárga Háztól című kötetről: „A műfajilag nehezen meghatározható könyv népszerű munka magas irodalmi értékkel. Líra, filozófia, epika, köztük számos jelentős gondolat tükrözi vissza Hollós mély humanizmusát, melyben minden energiáját az elmebetegek sorsának, gyógyításának javítására, s a társadalomba való visszatérésük elősegítésére használta fel. Könyvében küzd az elmebetegségekről való számos előítélet ellen, a betegeknek messzemenő fizikai és lelki szabadságáért, az elavult régi pszichiátriai börtönrendszer minden maradványa ellen. [...] Az »open door system«, a nyílt ajtó rendszer magyarországi előfutárának tekinthető.”
Az 1900-as évek elejétől Stein Fülöppel az antialkoholista mozgalom egyik úttörője volt, 1906-ban a lipótmezői elmegyógyintézetben is szervezett egy antialkoholista csoportot. Ismeretségben állt Sigmund Freuddal, az 1930-as években Freud műveiből fordított magyar nyelvre, ugyanebben az időszakban „dolgozott nagy pszichoanalitikus nyelvelméleti munkáján. A Der Aufstieg von der Triebsprache zur menschlichen Sprache (= Felemelkedés az ösztönnyelvtől az emberi beszédhez) c. töredékben maradt munkájában az emberi beszéd és az én kialakulását párhuzamosan vizsgálta, s elsősorban az anya–gyermek viszony keretében arra a kérdésre kereste a választ, hogy az elemi biológiai szükségletek kielégítése hogyan vezethetett a hangos beszéd kialakulásához?” E munkájában segítette a fiatal nyelvtudós, Fónagy Iván. Hollós közeli barátja volt Ferenczi Sándor pszichoanalitikusnak, Ferenczi halála után Hollós István lett a Pszichoanalitikus Egyesület elnöke 1933-1944 közt.
1944-ben a nyilasok már a Duna-partra vitték kivégezni, de Raoul Wallenberg közbenjárásával megmenekült. A második világháború után nyugdíjasként pszichoanalízist folytatott, a pszichoanalízis betiltása után a János Kórházban (ma Szent János Kórház) az elmeosztályon gyógyított. Sokat írt, de nem publikált, részben emiatt is számos írása és fordítása csak posztumusz jelent meg első vagy többedik kiadásban. Legnagyobb sikert aratott kötete a Búcsúm a Sárga Háztól, legsikeresebb fordítása Freud: Álomfejtés című műve.
Hosszadalmas betegség után 1957-ben hunyt el.

## Munkái (válogatás)
- Az öröklésnek az elmebetegségek fellépésére való jelentősége (1904)
- Az alkoholisták gyógyítása az elmegyógyintézetben (1906)
- Psychikus compensatio (1909)
- A lipótmezei állami elmegyógyintézet 40 évi betegforgalma 1868-1908. Az Orvosi Hetilap tudományos közleményei (1909)
- Az elmegyógyintézeti therapia multja és jövője (1914)
- Zur Psychoanalyse der paralytischen Geistesstörung. Ferenczi Sándorral (1922)
- Búcsúm a sárga háztól : Doktor Pfeiflein Telemach különös írása az elmebetegek felszabadításáról (1928; 1990)
- Hinter der gelben Mauer : von der Befreiung des Irren. (Búcsúm a Sárga Háztól német fordítása, 1928)
- Mes adieux à la Maison Jaune : ouvrage très insolité du Dr. Télémaque Pfeiflein sur la libération des malades mentaux / István Hollós; ill. par David Beauchard; introd. par Eva Brabant-Gerő; trad. par Judith Dupont (Búcsúm a Sárga Háztól francia fordítása, 1982)
- Az álom és az elmebetegségek munkája (Reprint kiadás, 1993)
- Az ismeretlen fuvaros; ÉLET Mentálhigiénés Egyesület, Bp., 2003

## Fordításaiból
- Sigmund Freud összegyűjtött művei / sajtó alá rend. Ferenczi Sándor és Storfer A. József; ford. Takács Mária; a 3. kötetet sajtó alá rend. és fordította Hollós István (1929)
- Sigmund Freud: Álomfejtés (1935; 1985; 1993; 1996; 2000; 2003; 2011)
- Sigmund Freud: Az ősvalami és az én. Dukes Gézával. (1937; 1991; 2011)
- Sigmund Freud: A halálösztön és az életösztönök (2011)[13]

## Emlékezete
- Tiszteletére a Magyar Pszichiátriai Társaság megalapította a Hollós István-díjat, amelyet 1991 óta kétévente osztanak ki Psychiatria Hungaricában megjelent legjobb közleményekért.[14]